# Thorben Marx
Thorben Marx (* 1. Juni 1981 in West-Berlin) ist ein ehemaliger deutscher Fußballspieler. Während seiner aktiven Zeit spielte er für Hertha BSC, Arminia Bielefeld und Borussia Mönchengladbach. 2015 beendete er seine Karriere.

## Karriere
Thorben Marx begann mit fünf Jahren in der Jugend des FC Stern Marienfelde und wechselte 1994 in die Jugendabteilung von Hertha Zehlendorf. Dieser frühe Wechsel in den zur damaligen Zeit besten Jugendverein Berlins war maßgeblich für seine Karriere. Noch als B-Jugendspieler schaffte Marx 1997 den Sprung in die Regionalliga-Mannschaft. Er durchlief bis zur U21 praktisch alle (Jugend)-Nationalmannschaften.
1998 unterschrieb Marx seinen ersten Profivertrag bei Hertha BSC. Er war der erste Jugendspieler, der aus der Jugendakademie den Sprung in den Profikader der Bundesligamannschaft der Herthaner schaffte. Thorben Marx gehörte auch bei den beiden Ligacup-Siegen 2001 und 2002 zum Profiaufgebot. Nach einer enttäuschenden Saison 2005/06, in der er nur achtmal zum Einsatz kam und am Ende fast ebenso oft in der 2. Mannschaft spielte, wechselte der Mittelfeldspieler zu Arminia Bielefeld. Dort gehörte er wieder zum Stamm der Mannschaft. Nach dem Bundesligaabstieg der Arminia in der Saison 2008/09 erklärte der Verein, dass Marx seinen bis 2009 laufenden Vertrag nicht verlängern werde, um zu einem Erstligisten wechseln zu können.
In der Sommerpause 2009 wechselte Marx zu Borussia Mönchengladbach. Dort gehörte der Mittelfeldspieler von Beginn an zur Stammformation der Fohlenelf. Nach dem Gladbacher Beinaheabstieg 2011 qualifizierte sich Marx mit dem Klub in der Saison 2011/12 über Platz vier für den Europapokal. Am 6. April 2013 absolvierte Marx im Trikot der Borussia gegen SpVgg Greuther Fürth sein 250. Bundesligaspiel. Am Ende der Bundesligasaison 2014/15 beendete er seine Karriere als Fußballprofi. Aktuell spielt er für die Traditionsmannschaft von Borussia Mönchengladbach.
Zur Saison 2021/22 wird Marx Co-Trainer von Thomas Häßler beim BFC Preussen in der siebtklassigen Berliner Landesliga.

## Deutscher Kleinfeld-Fußball-Verband
Im August 2015 kündigte der Deutsche Kleinfeld-Fußball-Verband (DKFV) an, dass Thorben Marx neben Mike Hanke vor seinen ersten Einsätzen für die Deutsche Kleinfeld-Nationalmannschaft steht.

## Titel und Erfolge
- U-16-Europameisterschaft: 1997 (3. Platz)
- Deutscher Ligapokalsieger (2): 2001, 2002

## Sonstiges
Thorben Marx ist Investor und Gesellschafter von tivela – einem Fußball-Lifestyleportal für Profifußballspieler, Fans und Marken. An dem Projekt ist außerdem der ehemalige Fußballnationalspieler Mike Hanke sowie ihr gemeinsamer Geschäftspartner Sven Wenzel beteiligt.